# Nitrazepám
A nitrazepám egy benzodiazepin szerkezetű szorongásoldó, görcsoldó, altató, epilepszia-ellenes hatóanyag.

## Gyógyszerhatás
A nitrazepam hatásait a GABA-erg (gamma-aminovajsav) szinaptikus gátlás hatékonyságának fokozása útján fejti ki, elsősorban a limbikus rendszer, a szubkortikális képződmények, a talamusz és a hipotalamusz területén, a hippokampusz ingerküszöbét növeli.
A GABA a fő központi idegrendszeri gátló neurotranszmitter. A GABAA receptor alloszterikus kötőhelye a központi idegrendszeri depresszánsok közül a benzodiazepineknek is, így a nitrazepamnak. A benzodiazepinek GABAA receptoron történő kötődésének következtében megnő a receptor affinitása a GABA iránt. Ez a receptorkomplexen elhelyezkedő kloridcsatorna elhúzódó aktivációját eredményezi, aminek során nagyobb mennyiségű kloridion áramlik be a neuronba, fokozott mértékben hiperpolarizálva a sejtmembránt, és gátolva az ingerületátvitelt. A GABAA receptorkomplexum részét képező több benzodiazepin receptor altípus ismert (omega1-omega6).

## Javallat
- Átmeneti vagy rövidtávú inszomniák tüneti kezelése.
- Epilepsziás enkefalopátiák, absence roham (petit mal), mioklónusos és tónusvesztéses kisrohamok, atipiás absence-ek kombinált kezelése.
- Önálló antiepileptikumként csak kivételesen alkalmazható, egyéb antiepileptikumokkal jól kombinálható.

## Készítmények
- Eunoctin (Richter)
- Eunoctin Mini (Richter)